# Драгутин Кузмић
Драгутин Кузмић (Крижевци, 13. јул 1886 — 21. јануар 1958) је био аустроугарски и југословенски официр, пешадијски бригадни генерал Југословенске војске, припадник Хрватског домобранства и затим командант свих домобрана који су прешли у редове Југословенске војске у Отаџбини.

## Биографија

### Први светски рат
Рођен је у Крижевцима 1886. године у хрватској породици. По завршеној кадетској школи, борио се у Првом светском рату као аустроугарски војник на Италијанском фронту. Након капитулације Аустроугарске, прешао је у оружане снаге Краљевине Срба, Хрвата и Словенаца.

### Други светски рат
Генерал Кузмић је Априлски рат 1941. године дочекао на месту помоћника команданта Шумадијске дивизијске области са седиштем у Крагујевцу. Из заробљеништва је одмах пуштен као Хрват, након чега бива мобилисан у Хрватско домобранство (НДХ) и распоређен у Сарајево. Убрзо је ступио у контакт са истакнутим командантима Југословенске војске у Отаџбини и отпочео сарадњу.
По наређењу генерала Михаиловића, генерал Кузмић је октобра 1944. године упућен на Требаву. По доласку у Врховну команду, одређен је за команданта свих домобранских јединица које пређу у редове Југословенске војске у Отаџбини. Његов син Томислав Кузмић је рат провео као припадник Треће крагујевачке бригаде Југословенске војске у Отаџбини, под командом команданта Шумадијске групе корпуса потпуковника Душана Дује Смиљанића. На подручју Босне и Херцеговине, генерал Кузмић је организовао прелазак домобрана.

### Смрт
Српски биографски речник у издању Матице српске, наводи да је генерал Кузмић умро 21. јануара 1958. године. С друге стране, историограф и публициста Милослав Самарџић, који се деценијама бави проучавањем историје Југословенске војске у Отаџбини, тврди да је Кузмић пред крај рата заробљен и осуђен од нових комунистичких власти, након чега му се губи сваки траг.

### Породица
Оженио се Будимком Јанковић из Књажевца 1920. године, кћерком трговца Љубе Јанковића, док се тамо налазио на служби. У браку су имали троје деце: Томислава, Злату и Лепосаву.